# Circonscription de Bowman
La circonscription de Bowman est une circonscription électorale australienne au Queensland. La circonscription a été créée en 1949. Elle porte le nom de David Bowman, l'un des premiers leaders du parti travailliste au Queensland.
La circonscription de Griffith est située dans la banlieue est de Brisbane et comprend les quartiers de Capalaba, Cleveland, Redland Bay, Birkdale, Thorneside, Alexandra Hills, Thornlands, Mount Cotton, Cornubia, Ormiston, Wellington Point et Victoria Point. Elle comprend aussi quelques îles de la baie Moreton Bay comme Coochiemudlo et les îles inhabitées du sud de la baie (Russell, Karragarra, Macleay et Lamb) ainsi que le site touristique de l'île Stradbroke-Nord. 
C'est une circonscription marginale, occupée alternativement par le Parti travailliste et le Parti libéral. Son représentant actuel est Henry Pike du Parti libéral national.

## Représentants
| Nom            | Parti            | Période de mandat |
| -------------- | ---------------- | ----------------- |
| Malcolm McColm | Libéral          | 1949–1961         |
| Jack Comber    | Travailliste     | 1961–1963         |
| Wylie Gibbs    | Libéral          | 1963–1969         |
| Leonard Keogh  | Travailliste     | 1969–1975         |
| David Jull     | Libéral          | 1975–1983         |
| Leonard Keogh  | Travailliste     | 1983–1987         |
| Con Sciacca    | Travailliste     | 1987–1996         |
| Andrea West    | Libéral          | 1996–1998         |
| Con Sciacca    | Travailliste     | 1998–2004         |
| Andrew Laming  | Libéral          | 2004-2010         |
| Andrew Laming  | Libéral national | 2010–2022         |
| Henry Pike     | Libéral national | 2022–en cours     |

## Résultats des élections
| Parti                            | Parti                        | Candidat                     | Voix    | %     | ±     |
| -------------------------------- | ---------------------------- | ---------------------------- | ------- | ----- | ----- |
|                                  | Libéral national             | Henry Pike (en)              | 43 088  | 42,37 | −6,30 |
|                                  | Travailliste                 | Donisha Duff                 | 29 694  | 29,20 | +2,61 |
|                                  | Verts                        | Ian Mazlin                   | 13 241  | 13,02 | +1,03 |
|                                  | Une nation                   | Walter Todd                  | 7 825   | 7,69  | +0,39 |
|                                  | UAP                          | Mary-Jane Stevens            | 6 601   | 6,49  | +2,89 |
|                                  | TNL                          | Phil Johnson                 | 1 243   | 1,22  | +1,22 |
| Total des suffrages exprimés     | Total des suffrages exprimés | Total des suffrages exprimés | 101 692 | 97,09 | +0,49 |
| Votes nuls                       | Votes nuls                   | Votes nuls                   | 3 045   | 2,91  | −0,49 |
| Participation                    | Participation                | Participation                | 104 737 | 90,51 | −2,53 |
| Résultat de préférence bipartite |                              |                              |         |       |       |
|                                  | Libéral national             | Henry Pike (en)              | 56 447  | 55,51 | −4,73 |
|                                  | Travailliste                 | Donisha Duff                 | 45 245  | 44,49 | +4,73 |
|                                  | Libéral national retenir     | Libéral national retenir     | Swing   | −4,73 |       |